# الرونة (حبيش)

تعديل مصدري - تعديل

الرونة هي إحدى قرى عزلة وادي المعقاب بمديرية حبيش التابعة لمحافظة إب، بلغ تعداد سكانها 797 نسمة حسب تعداد اليمن لعام 2004.